# 下頓別駅

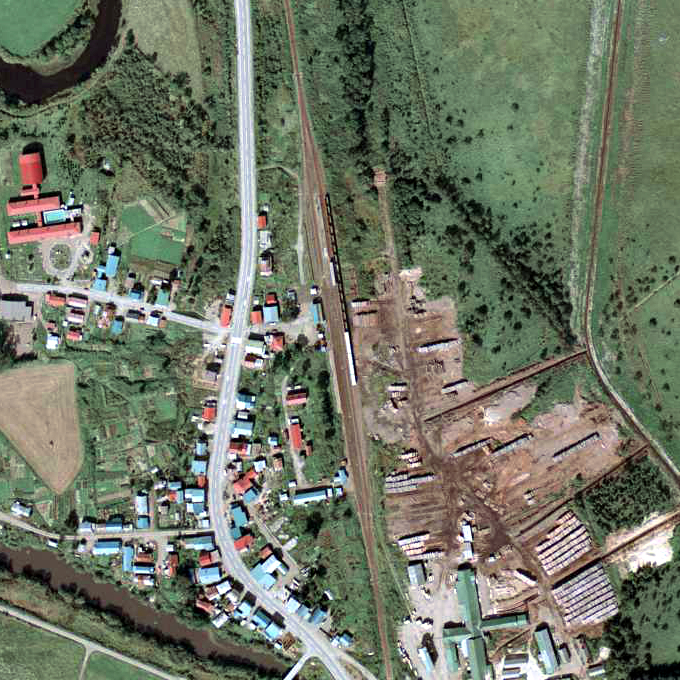
1977年の下頓別駅と周囲約500m範囲。上が浜頓別方面。単式ホーム2面2線と駅舎横の貨物ホームへ引込み線、駅裏に副本線を1本持つ。下に見える木工所にも専用線が引き込まれている。かつてはここも木材搬出駅として駅裏の広いストックヤードに沢山の木材が野積みされていたが、既に北側が殆んど使用されておらず、工場の専用線も草生している。

下頓別駅（しもとんべつえき）は、北海道（宗谷支庁）枝幸郡浜頓別町字下頓別にかつて置かれていた、北海道旅客鉄道（JR北海道）天北線の駅（廃駅）である。電報略号はシト。事務管理コードは▲121907。

## 歴史
- 1918年（大正7年）8月25日 - 鉄道院宗谷線中頓別駅 - 浜頓別駅間の延伸開通に伴い、開業[1]。一般駅[1]。
- 1919年（大正8年）10月20日 - 路線名を宗谷本線に改称し、それに伴い同線の駅となる。
- 1924年（大正12年） - ウツナイ川上流から駅土場へウツナイ森林軌道敷設。最長時（1936年）17.4キロ[3]
- 1930年（昭和5年）4月1日 - 音威子府駅 - 稚内駅間を宗谷本線から削除し路線名を北見線に改称、それに伴い同線の駅となる。
- 1944年（昭和19年） - ウツナイ森林軌道撤去。
- 1949年（昭和24年）6月1日 - 公共企業体である日本国有鉄道に移管。
- 1961年（昭和36年）4月1日 - 路線名が天北線に改称され、同線の駅となる。
- 1982年（昭和57年）6月1日 - 貨物・荷物の取り扱いを廃止[1][4]。それに伴い列車交換設備の運用を停止し、同時に無人駅化[5]。
- 1987年（昭和62年）4月1日 - 国鉄分割民営化により、北海道旅客鉄道（JR北海道）の駅となる[1]。
- 1989年（平成元年）5月1日 - 天北線の全線廃止に伴い、廃駅となる[1]。

### 駅名の由来
頓別川の下流にあることから「下」を冠した。

## 駅構造
廃止時点で、単式ホーム1面1線を有する地上駅であった。ホームは、線路の西側（南稚内方面に向かって左手側）に存在した。分岐器を持たない棒線駅となっていた。かつては単式ホーム2面2線を有する、列車交換可能な交換駅であった。交換設備運用廃止後は線路は撤去されたが、ホーム前後の線路は分岐器の名残で湾曲していた。
無人駅となっていたが、有人駅時代の駅舎が残っていた。駅舎は構内の西側に位置し、ホーム中央部分に接していた。木造板壁で木枠の窓の駅舎であった。

## 利用状況
乗車人員の推移は以下のとおり。年間の値のみ判明している年については、当該年度の日数で除した値を括弧書きで1日平均欄に示す。乗降人員のみが判明している場合は、1/2した値を括弧書きで記した。
| 年度               | 乗車人員 | 乗車人員 | 出典   | 備考 |
| 年度               | 年間     | 1日平均  | 出典   | 備考 |
| ------------------ | -------- | -------- | ------ | ---- |
| 1934年（昭和09年） |          | 46       | [ 9 ]  |      |
| 1951年（昭和26年） |          | 126      | [ 9 ]  |      |
| 1961年（昭和36年） |          | 272      | [ 9 ]  |      |
| 1965年（昭和40年） |          | 319      | [ 9 ]  |      |
| 1971年（昭和46年） |          | 145      | [ 9 ]  |      |
| 1978年（昭和53年） |          | 78       | [ 10 ] |      |
| 1981年（昭和56年） |          | 46       | [ 9 ]  |      |
| 1985年（昭和60年） |          | 7        | [ 9 ]  |      |

## 駅周辺
小さな集落がある。
- 北海道道586号豊牛下頓別停車場線
- 国道275号（頓別国道）
- 下頓別郵便局
- 浜頓別町立下頓別中学校
- 浜頓別町立下頓別小学校
- 頓別川[11]
- 宗谷バス天北宗谷岬線「下頓別」停留所

## 駅跡
1997年（平成9年）時点では、ホームのみ残存していた。2010年（平成22年）時点でも同様で駅名標も設置されていたが、駅名標はレプリカであり、そのほか信号機も設置されている。

## 隣の駅
北海道旅客鉄道
天北線
新弥生駅 - 下頓別駅 - 常盤駅